# Eucharis anatolica
Eucharis anatolica är en stekelart som beskrevs av Boucek 1952. Eucharis anatolica ingår i släktet Eucharis och familjen Eucharitidae. Inga underarter finns listade i Catalogue of Life.